# Gustav Pinkenburg
Gustav Pinkenburg (né le 21 avril 1886, mort en 1958) est bourgmestre de Wurtzbourg de 1945 à 1946.

## Biographie
Pinkenburg arrive à Wurtzbourg en 1908. Après une période militaire en tant que sous-officier (il est sergent militaire actif pendant la Première Guerre mondiale), il travaille ensuite pour la Deutsche Reichsbahn, puis à la tête d'une agence de circulation et de voyage qu'il fonde en 1924 sur la place de la gare de Wurtzbourg. Il est après directeur adjoint de la compagnie d'assurance-vie Allianz.
Le 6 avril 1945, au lendemain de la bataille de la Seconde Guerre mondiale, Pinkenburg, qui était auparavant membre du SPD pendant la république de Weimar, est nommé bourgmestre provisoire de Wurtzbourg par le gouvernement militaire américain dirigé par Maurice E. Henderson. Son adjoint est le fabricant Otto Stein d'avril à juillet 1945. Il gère la reconstruction et la dénazification en collaboration avec les Américains. Pinkenburg abandonne ses fonctions de bourgmestre par intérim le 6 juin 1946 pour des raisons de santé. Michael Meisner devient le premier bourgmestre élu de la ville après la guerre.
Le bureau du maire est d'abord situé au Ludwigkai 4 dans le bâtiment du gouvernement militaire et à partir de septembre 1945 dans la maison des étudiants de Jahnstraße 1.